# Geodynamik
Dieser Artikel wurde wegen inhaltlicher Mängel auf der Qualitätssicherungsseite des Portals Geowissenschaften eingetragen. Dies geschieht, um die Qualität der Artikel im Themengebiet Geowissenschaften zu steigern. Bitte hilf mit, die Mängel zu beseitigen, oder beteilige dich an der Diskussion. (+)

Begründung: Artikel ist ohne Quellen, Definition + Abgrenzung zur endogenen Dynamik unklar. --Jo 10:14, 8. Dez. 2008 (CET)
Die Geodynamik befasst sich mit den natürlichen Bewegungsvorgängen im Erdinnern bzw. auf der Erdoberfläche. Zugleich erforscht sie die Antriebsmechanismen und Kräfte sowie Kräfteverteilungen, mit denen die Verschiebungen in Zusammenhang stehen.
Ihre Erkenntnisse werden vorwiegend durch Methoden der Geophysik gewonnen; sie dienen auch zur Interpretation der Mechanismen in der geologischen Vergangenheit. Der Begriff wird oft fälschlich für rein kinematische Aspekte verschiedener Deformationen verwendet, also ohne Berücksichtigung ihrer Dynamik und Ursachen. Dies betrifft u. a. die rein messtechnische Erfassung lokaler Krustenbewegungen.
Der Begriff Geodynamik überschneidet sich in einigen Bereichen mit der Bedeutung vom Erdspektroskopie, wird aber nicht für Phänomene benutzt, die man den Erdbeben zuordnen würde.

## Geodynamik als Wissenschaftsdisziplin, ihr Untersuchungsgegenstand und ihre Themen
Die Bewegungen des Erdkörpers finden laufend statt und können im Umkreis einiger Zehnermeter auftreten, aber auch über tausende von Kilometern. Die Untersuchung großräumiger Vorgänge erfordert naturgemäß eine internationale Kooperation. Gleichzeitig stellt das Fachgebiet der Geodynamik eine interdisziplinäre Brücke zwischen mehreren Disziplinen der Geowissenschaften dar, insbesondere der Geophysik, der Geodäsie und der Geologie. Doch auch die Astronomie trägt ihren Teil bei, vor allem bei Phänomenen der Erdrotation und zur Definition des Bezugssystems für die zu messenden Koordinaten.
Geodynamische Erscheinungen reichen über eine breite Skala. Beispiele dafür sind:
- Kleinräumige Bewegungen:
  - lokale Setzungen an Gebäuden und Sedimentschichten
  - langsames Bodenfließen (Solifluktion) an einem Berghang, oder eine plötzliche Rutschung nach starken Niederschlägen
  - Bergstürze, ausgelöst durch regionale Erdbeben, Erosion oder abtauenden Permafrost
  - in Zusammenarbeit mit der Glaziologie in der Untersuchung der Gesteinsbewegung in Gletscher- und Permafrostgebieten
  - in Zusammenarbeit mit der Hydrologie die Bewegungen von Abtrag und Aufbau von Geschiebe
  - Auswirkungen des Vulkanismus in den Erdmassen, wie Hebungen, pyroklastische Ströme
- Großräumige Auswirkungen der kontinentalen Plattentektonik:
  - horizontale und vertikale Krustenbewegungen ganzer Regionen
  - Bewegungen an aktiven geologische Störungen an den Rändern von Sedimentbecken bis zu langgestreckten Bruchlinien entlang von Flussläufen oder Gebirgszonen
  - Schollenbewegung und Hebung von Gebirgen (z. B. der Alpen (derzeit 1–3 mm/Jahr))

Die Geodynamik ist daher nicht nur ein Forschungsthema für Wissenschaftler, sondern auch bedeutungsvoll für die Gesellschaft, für Hilfsorganisationen und die lokale bis internationale Politik.

## Großräumige Erscheinungen

### Erdinneres und Geodynamik
Aus dem Verlauf von Bebenwellen (Seismologie) und anderen Daten (Geologie, Tektonik, Seismik, Erdschwerefeld) hat die Geophysik seit etwa 100 Jahren immer genauere Modelle des Erdinnern erstellt. Im Wesentlichen hat die Erde 4-5 Schalen: steinige Erdkruste (10 bis 80 km dick, unter Kontinenten 2-schichtig), zähflüssiger Erdmantel (bis zur Tiefe von durchschnittlich 2898 km) und flüssiger Erdkern aus Eisen mit einem festen Kern im Zentrum.
Die Geodynamik erforscht die Prozesse, die in diesem System ablaufen. Bildhaft kann man die Erde als Wärmekraftmaschine sehen, welche die Wärme des Erdinnern in Bewegung umsetzt. Die dabei auftretenden Konvektionswirbel (dem Brodeln von heißem Wasser oder der obersten Sonnenschicht vergleichbar) sind der „Motor“ der großräumigen geodynamischen Phänomene. Ihr bekanntestes ist die Plattentektonik, die 1915 von Alfred Wegener als „Kontinentverschiebung“ angenommen, aber damals von fast niemandem geglaubt wurde.

### Bewegung der Platten und Schollen
Nach heutigem Wissen sind jedoch die Kontinente dabei eher passiv. Sie werden durch die Neubildung von Meeresboden mit einigen Zentimetern jährlich auseinandergedrückt, weil in den mittelozeanischen Rücken ständig neues Material aus dem Erdmantel aufsteigt und seitlich vom Rücken abkühlt. Da sich die Erde nicht ausdehnt, muss an anderer Stelle Material zurück in den Erdmantel gelangen. Dies geschieht vor allem an den Subduktionszonen im Pazifik, die den pazifischen Feuerring mit tausenden Vulkanen und hunderten Erdbeben pro Jahr bilden.
Was man früher nur aus Küstenformen (Wegener: Afrika/Südamerika), Geologie und Biologie vermutete (verwandte Gesteine und Pflanzen an den Kontinenträndern), kann man seit den 1980ern direkt und cm-genau messen: mit Laser- und Satellitengeodäsie, mit verfeinerter globaler Satellitennavigation und mit Radiowellen fernster Quasare, deren Laufzeit-Unterschiede an weltweit verteilten großen Radioteleskopen gemessen werden (VLBI).
Inzwischen kann man die Driftraten jeder Kontinental- und Meeresplatte (2–20 cm pro Jahr) auf millimetergenau angeben und geodynamisch modellieren. Die Übereinstimmung zwischen Messung und Theorie liegt bei den neuesten NIMA-Modellen bereits im cm-Bereich.

### Tiefreichende geophysikalische Methoden
Neben den oben erwähnten geometrischen Messungen trägt auch z. B. die Magnetotellurik viel zum Verständnis der Erdkörpers bei. Die Leitfähigkeit von Erdkruste und oberstem Mantel – wo die Kontinente schwimmen – kann magnetisch untersucht werden. So zeigt die unter Mexiko subduzierte Cocosplatte erhöhte Leitfähigkeit weil sich mineralisches Wasser der abtauchenden Platte sammeln dürfte. Es erniedrigt den Schmelzpunkt von Gesteinen und lässt daher aus der Tiefe Magma aufsteigen – was die bekannten Vulkangürtel insbesondere um den Pazifik erklärt.
Warum die Erde derart vielfältig „atmet“, aber Mars oder Venus nicht (mehr), ist noch weitgehend unklar. Es ist aber klar, dass die Erde einen großen Mond hat, und Venus und Mars nicht.
Etwa 90 % des Erdmagnetfeldes werden im tiefen Erdinnern erzeugt. Ob die Erdrotation im Mantel und im flüssigen Erdkern etwas unterschiedlich ist, wird in der Dynamotheorie erforscht. Die Modelle zur Erzeugung des Erdmagnetfeldes werden unter dem Begriff Geodynamo zusammengefasst. Es soll eines Tages erklärt werden, wie mechanische in magnetische Energie umgesetzt wird und wieso sich das Magnetfeld seit Jahrtausenden abschwächt – oder gar umpolt, wie es am Ozeanboden der letzten Jahrmillionen nachgewiesen wurde. In diesem Zusammenhang werden die Rückwirkungen auf Erde und Mond bei der Tide zunehmend in den Modellen berücksichtigt.

### Oberflächennahe Geodynamik, geologische Störungen
Schon lange verstehen es die Geologen, aus der Abfolge von Schichten (Formationen) sowie ihren Verbiegungen, Versetzungen oder Mineralgehalten, auf ihre Bewegung seit dem Tertiär zu schließen. So sind die alpine und andere Gebirgsbildungen inzwischen gut erklärbar und zeigen z. B., dass der Sandstein-artige Flysch im Alpenvorland von Österreich, Bayern und der Schweiz aus Tiefseegebieten des früheren Mittelmeeres stammt. Die Afrikanische Platte und ihr adriatischer Sporn drückt seit Jahrmillionen nach Norden, was die Alpen aufgewölbt hat und bis heute noch anhält. Auch die Erdbeben in Südeuropa, der Türkei oder am Rand des Zagros-Gebirges sind so erklärbar.
Aber nicht nur im Hochgebirge werden Gesteinsschichten durch langanhaltenden Druck in Falten gelegt. Bei weicherem Gestein sieht man Derartiges oft auch im Mittelgebirge und sogar im Hügelland.
Wenn riesige Gesteinsschichten viele Kilometer weit verschoben werden, leuchtet ein, dass die Erdkruste verschiedene Risse bekommt. Solche geologische Störungen finden sich allerorts in Mitteleuropa. Manche von ihnen sind nicht mehr aktiv, an anderen jedoch zeigen sich rezente Krustenbewegungen bis zu einigen cm/Jahr. Absinkenden Bewegungen in tektonischen Beckenlagen wie Pannonien, Wiener Becken, Oberrheingraben usw. stehen oft Hebungen in Gebirgsketten gegenüber.
In Sedimentbecken kommt es häufig vor, dass ein Nivellement mehrere solcher Störungslinien quert. Wird diese genaue Höhenmessung (wie meist üblich) alle 30–50 Jahre wiederholt, zeigen die Höhendifferenzen aufeinanderfolgender Punkte einen zeitabhängigen Verlauf. So lässt sich ohne komplizierte Modelle feststellen, welche dieser oft Dutzende km langen Störungslinien noch aktiv sind.

## Angewandte Geophysik

### Bindeglied Geophysik–Geodäsie
Die großräumiger wirksamen geodynamischen Kräfte rühren hingegen aus dem Erdinneren her, weshalb man diesen Teil der Geodynamik bisher großteils der Geophysik zuordnete. Die moderne Geodynamik stellt heute eher ein Bindeglied zur Geodäsie dar, welche in den letzten Jahrzehnten
- durch neue Messmethoden – z. B. Laser-Distanzmessung und GPS, satellitengestützte Gravimetrie und -Fernerkundung
- oder neue Möglichkeiten zur Modellierung – wie GIS und Ausgleichsrechnung, Monitoring der Erdrotation (IERS) und globaler Vorgänge (VLBI)

zahlreiche geophysikalisch relevante Vermessungsnetze und weltweite Bezugssysteme (vor allem ITRF) aufbaut. Neuere interdisziplinäre Aktivitäten entwickeln verschiedene Projekte aus Geotechnik und Geodäsie, insbesondere was lokale Krustenbewegungen betrifft.
Auch die Astronomie trägt zu den letztgenannten Aspekten und zu großräumigen Bewegungsstudien entscheidend bei. So ist die Geodynamik zu einem Musterbeispiel für interdisziplinäre und internationale Kooperation geworden, bei der geodätische und physikalische Methoden sowie klein- und großmaßstäbige Arbeitsweisen zusammenwirken.

### Monitoring von Georisiken
Viele der früheren Massenbewegungen werden erst im Zuge von Bohrungen oder Bodenuntersuchungen festgestellt, wenn ein großes Gebäude errichtet, ein Tunnel gebaut oder ein Erdölfeld seismisch oder gravimetrisch ausgelotet (exploriert) wird. Heute lassen sich solche Risiken schon im Vorfeld aufklären.
Die Umgebung von Solifluktion, möglichen Erdrutschen, instabilen Felsformationen, in aktiven Magmagebieten und die großen Tunnelbauten werden dauernd geodätisch-elektronisch überwacht (Monitoring), um bei allfälliger Beschleunigung der Bewegung einen Alarm auslösen zu können. Die geophysikalischen Dienste erforschen sie unter dem Stichwort Georisiken.
Auf feuchten Hängen kriecht oft die oberste Bodenschicht talwärts, was am Säbelwuchs kleiner Bäume zu erkennen ist: sie trachten senkrecht zu wachsen – und müssen sich deshalb einige Jahre lang dauernd hangaufwärts krümmen. Auf Grashängen im Gebirge sieht man manchmal kahle Stellen (Blaiken), wo deshalb die Grasnarbe abreißt und wie ein gewellter Teppich nach unten rutscht. Solche Bewegungen beschleunigen sich oft nach heftigen Regenfällen; die Durchfeuchtung bzw. Erosion kann dann sogar zum Abgang von Muren führen. Daher ist auch Zusammenarbeit mit Ökologie, Forstwirtschaft und Landschaftsbau von Bedeutung (Bannwald, Aufforstung, Erosionsbegrenzung).

### Tunnelbau, diskordante Schichten und Bergschäden
Dass sich auch massives Gestein bewegen kann, ist dem Bergmann und dem Techniker im Tunnelbau seit langem geläufig. Viele Stollen werden durch den Gebirgsdruck laufend verengt, und die Wände eines Tunnels müssen im Regelfall befestigt werden.
Gründliche geodynamische Erforschung dieser Erscheinungen und Kräfte haben zur Entwicklung der Neuen Österreichischen Tunnelbauweise (NÖT) geführt, wo sich das Gestein durch gute Wahl des Querschnitts selber stützt.
Ein anderes Problem ist der unerwartete Wassereinbruch im Tunnel. Er tritt häufig bei diskordanter Schichtung auf.
In den Bereich der Geodynamik zählt auch die Bergschadenkunde. Sie untersucht allerdings keine natürlichen Effekte, sondern durch den Bergbau verursachte Bodenbewegungen. In erster Linie sind es Senkungen, die sich langsam von verfallenden Stollen zur Erdoberfläche fortsetzen, doch auch die Mechanik von Halden und andere Erscheinungen zählen hierzu.

### Dynamische Simulation
Ein weiteres Werkzeug der Geodynamiker heißt Computational physics. Dort werden in aufwändigen und daher sehr rechenintensiven Computersimulationen die Gesteins- und Schichtparameter so lange verändert, bis das Modell ein realistisches Verhalten aufweist. Wegen der großen Datenmengen (die Simulationen umfassen große Teile der Erde, was zu vielen Millionen Gitterpunkten führt, und simulieren Abläufe über Millionen von Jahren) sind ausgereifte numerische Verfahren, leistungsfähige Algorithmen und Hochleistungsrechner bzw. Computercluster nötig.

## Geophysikalische Dienste
Wegen dieser Verflechtung und des öffentlichen Interesses wurden in den meisten Staaten Behörden, Forschungs- oder Versuchsanstalten etabliert, die Daten über die wichtigsten geodynamischen Prozesse sammeln, interpretieren und teilweise auch Vorhersagen treffen:
- Baugeologie und Rutschgebiete,
- Erdbeben und gefährdete Zonen
- aktive Vulkane (außerhalb Mitteleuropas), Tsunamis usw.

Für Erdbeben, aber auch andere geophysikalische Themen sind wichtige Informationsstellen:
- Erdbebendienste in Deutschland: BGR Hannover, GFZ Potsdam, Bayern, Hessen, NRW und andere
- Erdbebendienst in den USA: USGS
- Österreich: Zentralanstalt für Meteorologie und Geodynamik , Bebenvoraussage/Schutz
- Schweiz: Schweizerischer Erdbebendienst und Bebende Schweiz
- Links nach Tschechien, Ungarn, Italien und weltweit